# هاکون خوب
هاکون خوب (انگلیسی: Haakon the Good؛ c. ۹۲۰ – ۹۶۱) یک پادشاه نروژ اهل نروژ بود.